# Alfred de Bréanski (ojciec)
Alfred de Bréanski (ur. 1852 w Greenwich, zm. 1928 w Londynie) – brytyjski malarz polskiego pochodzenia, pejzażysta.

## Życiorys
Syn Leopolda, polskiego emigranta, miał brata Gustave’a (1856–1898) i siostrę Julię, którzy również byli malarzami. Debiutował w 1872 w Royal Academy of Arts obrazem Softly falls the even light, który został zakupiony przez biskupa Peterborough. Następnie rozpoczął podróże po Szkocji i Walii, gdzie malował pejzaże. Podczas pobytu w Walii poznał malarkę Annie Roberts, którą w 1873 poślubił. Para mieszkała początkowo w Cookham (Berkshire), a następnie w Greenwich, Lewisham (Kent), a od 1880 w Londynie. Regularnie wystawiał swoje prace w Royal Academy of Arts i Royal Society of British Artists, a także w założonym w 1882 Royal Institute of Oil Painters i Royal Cambrian Academy of Art w walijskim Conwy. Często podróżował po Walii i w górach Szkocji, gdzie tworzył nastrojowe obrazy przedstawiające oświetlone słońcem widoki gór, brzegi jezior i rzek. Częstym motywem były rozległe łąki z pasącym się bydłem lub owcami oraz oddalonymi, samotnymi pasterzami, wędkarzami i rybakami. Po zakupie łodzi mieszkalnej zacumowanej na przedmieściach Londynu zaczął tworzyć widoki Tamizy z motywem łodzi, wioślarzy i rybaków. W 1918 zakończył współpracę wystawienniczą z Royal Academy of Arts. Ze związku z Annie Roberts miał siedmioro dzieci, z których najbardziej znany jest Alfred Fontville de Bréanski (1877–1957).
Jego prace znajdują się w kolekcjach w Southampton City Art Gallery, Laing Art Gallery w Newcastle upon Tyne, Brighton Museum & Art Gallery oraz Tyne & Wear Archives & Museums. 